# Journal of Abnormal Psychology
Journal of Abnormal Psychology – recenzowane czasopismo naukowe publikujące prace z dziedziny psychopatologii. Istnieje od 1906, a pod obecną nazwą od 1965. Od 1929 jest wydawane przez Amerykańskie Towarzystwo Psychologiczne.
Na łamach periodyku pojawiają się tematy obejmujące:
- psychopatologię – jej etiologię, rozwój, przebieg i symptomatologię,
- nietypowe i patologiczne zachowania u normalnych ludzi,
- normalne procesy u osób zaburzonych psychicznie,
- społeczno-kulturowe wpływy na patologiczne procesy, w tym wpływy pochodzenia etnicznego i płci,
- badania eksperymentalne na ludziach i zwierzętach odnoszące się do patologii lub zaburzeń emocjonalnych,
- testy hipotez z teorii psychologicznych dotyczących nieprawidłowych zachowań.

Artykuły, które są publikowanie w czasopiśmie dotyczą natury depresji i innych zaburzeń nastroju, zaburzeń osobowości, zaburzeń lękowych, zaburzeń odżywiania, zaburzeń wieku dziecięcego, uzależnień, schizofrenii, stanów świadomości m.in. snu i hipnozy oraz zaburzeń somatoformicznych.
W 2014 roku spośród 572 nadesłanych do redakcji manuskryptów do publikacji zaakceptowano 16% z nich.
Impact factor „Journal of Abnormal Psychology” za rok 2014 wyniósł 5,153, co dało mu:
- 7. miejsce wśród 119 czasopism w kategorii „psychologia kliniczna”,
- 10. miejsce spośród 129 czasopism w kategorii „psychologia multidyscyplinarna”.

Na polskiej liście czasopism punktowanych przez Ministerstwo Nauki i Szkolnictwa Wyższego z 2015 roku periodyk otrzymał 45 punktów.
SCImago Journal Rank czasopisma za 2014 rok wyniósł 2,833, co uplasowało je:
- 4. miejscu na 247 czasopism w kategorii „psychologia kliniczna”,
- 9. miejscu na 278 czasopism w kategorii „psychologia rozwojowa i edukacyjna”,
- 14. miejscu wśród 431 czasopism w kategorii „sztuka i nauki humanistyczne”.